# IC 3353
IC 3353 ist eine Spiralgalaxie vom Hubble-Typ Sd? im Sternbild Coma Berenices am Nordsternhimmel. Sie ist schätzungsweise 196 Millionen Lichtjahre von der Milchstraße entfernt.
Das Objekt wurde am 23. März 1903 vom deutschen Astronomen Max Wolf entdeckt.